# Kanton Redange
Kanton Redange (lb. Kanton Réiden, fr. Canton de Redange, niem. Kanton Redingen) – jeden z dwunastu kantonów w Luksemburgu, znajduje się w zachodniej części kraju. Przed 3 października 2015 należał do dystryktu Diekirch. Siedziba kantonu znajduje się w miejscowości Redange-sur-Attert (Réiden op der Atert / Redingen an der Attert).

## Podział administracyjny
W skład kantonu wchodzi dziewięć gmin (gemeng, commune, Gemeinde):
1. Beckerich (Biekerech)
2. Ell
3. Grosbous-Wahl (Groussbus-Wal)
4. Préizerdaul
5. Rambrouch (Rammerech, Rambruch)
6. Redange-sur-Attert (Réiden op der Atert / Redingen an der Attert)
7. Saeul (Sëll)
8. Useldange (Useldéng / Useldingen)
9. Vichten (Viichten)